# Oxyagrion basale
Oxyagrion basale är en trollsländeart som först beskrevs av Selys 1876.  Oxyagrion basale ingår i släktet Oxyagrion och familjen dammflicksländor. Inga underarter finns listade i Catalogue of Life.